# گئورگ توچنیگ
گئورگ توچنیگ (آلمانی: Georg Totschnig؛ زادهٔ ۲۵ مهٔ ۱۹۷۱) دوچرخه‌سوار اهل اتریش است.
وی همچنین برندهٔ جوایزی همچون برگ بوی نقره‌ای شده‌است.